# خنفساء القلف القاتمة
خنفساء القلف القاتمة (الاسم العلمي:Scolytus opacus) هو نوع من الحشرات يتبع جنس خنفساء القلف من فصيلة السوسية الحقيقية.